# Triple Couronne de canots long parcours
La Triple Couronne de Canots Long Parcours (Triple Crown of Canoe Racing) est un championnat regroupant les trois plus prestigieuses courses de canoë marathon en Amérique du Nord, dans l'État de New York, au Michigan et au Québec.

## Histoire
La triple couronne a été créée en 1992 et reconnaît les performances des athlètes ayant participé aux trois courses,,.

## Étapes

### Régate de canots Général Clinton
Mise en scène lors du Memorial Day sur la rivière Susquehanna dans l'État de New York, une course d'une journée et sans escale de 100 km allant de Cooperstown à Bainbridge. 

### Marathon de canots de la rivière Au Sable
Course sans escale du canton de Grayling à Oscoda de 120 km sur la rivière Au Sable, dans le Michigan, au cours du dernier week-end de juillet.

### Classique internationale de canots de la Mauricie
Mise en scène le week-end de la fête du Travail sur la rivière Saint-Maurice, au Québec, une course de trois jours de La Tuque à Trois-Rivières sur 160 km. Les concurrents participent aux USCA C1 et C2. C'est un événement populaire pour les spectateurs. Les concurrents maintiennent un rythme de 50 à 80 coups de pagaie par minute et la compétition est intense. Les athlètes doivent effectuer des portages à un rythme soutenu.

## Gagnants de la Triple Couronne de Canots
- 1992 : Serge Corbin et Brett Stockton
- 1993-1995 : Serge Corbin et Solomon Carriere
- 1996-1999 : Serge Corbin
- 2000-2003 : Serge Corbin et Jeff Kolka
- 2004 : Andrew Triebold et Steve Lajoie
- 2005 : Matthew Rimer
- 2006 : Andrew Triebold et Matthew Rimern
- 2007 : Matthew Rimer
- 2008-2013 : Andrew Triebold et Steve Lajoie
- 2014 : Andrew Triebold[2]
- 2015 : Mathieu Pellerin et Guillaume Blais